# Gladiolus
- Commons
- Wikispecies

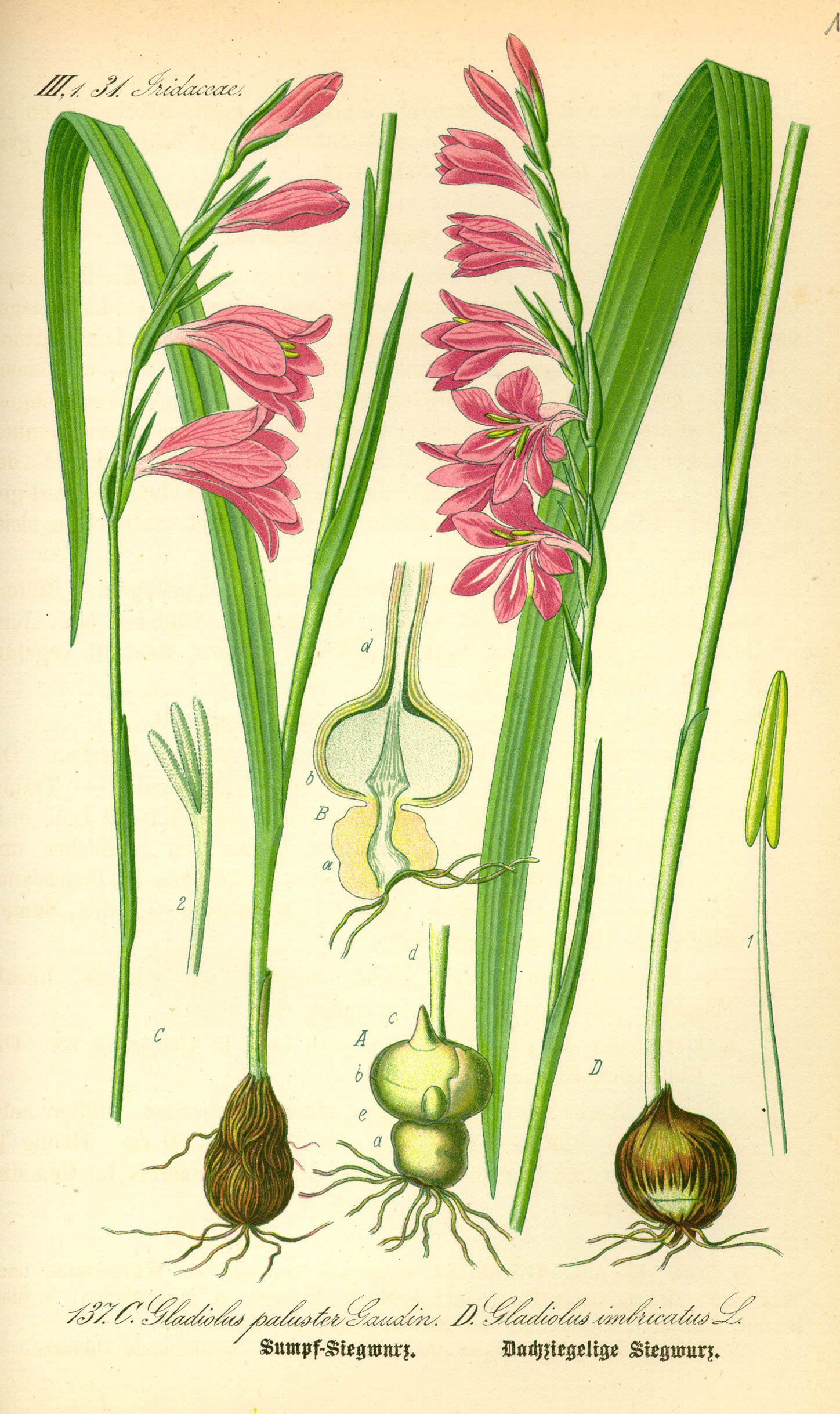
Ilustração do Gladiolus palustri

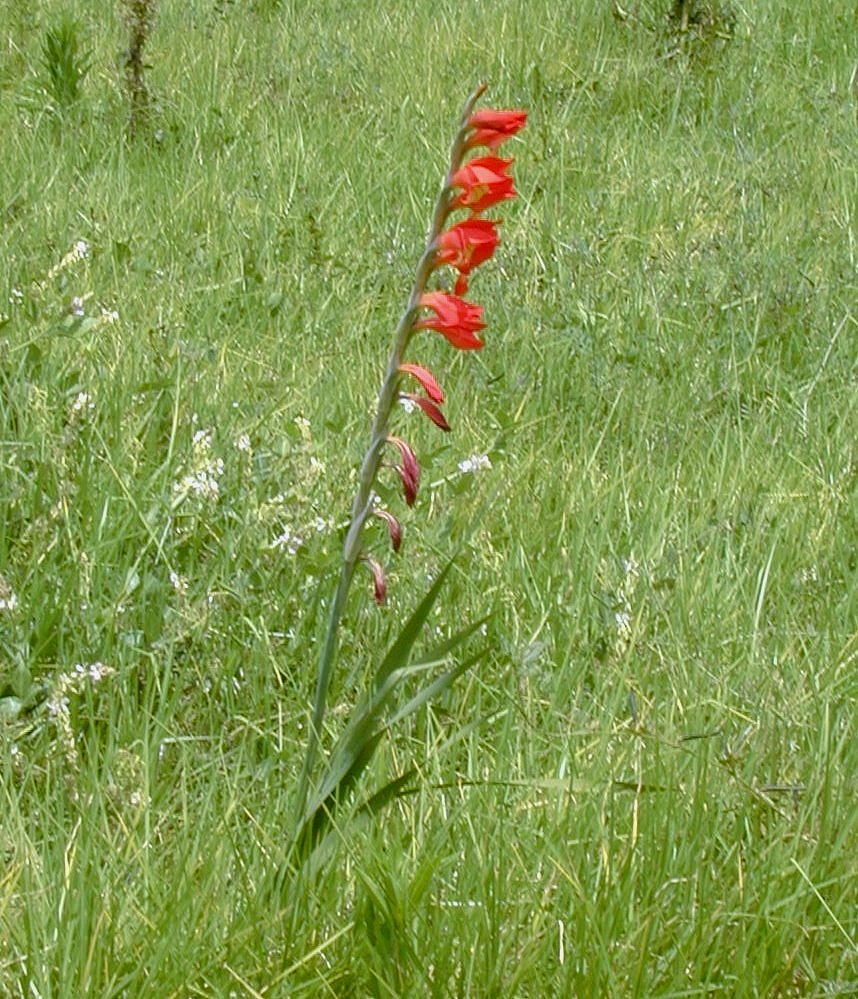
Gladiolus delenii

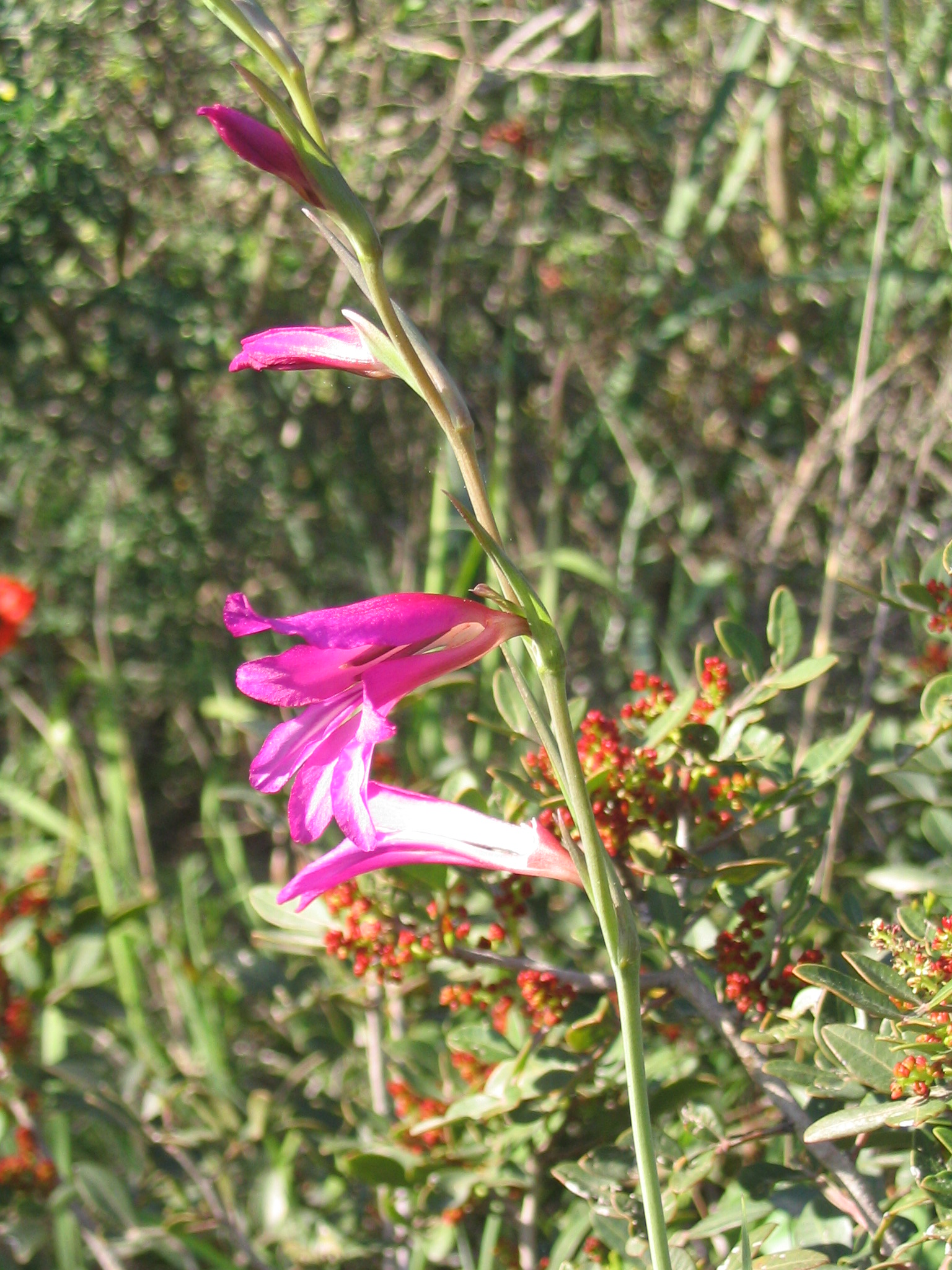
Gladiolus delenii

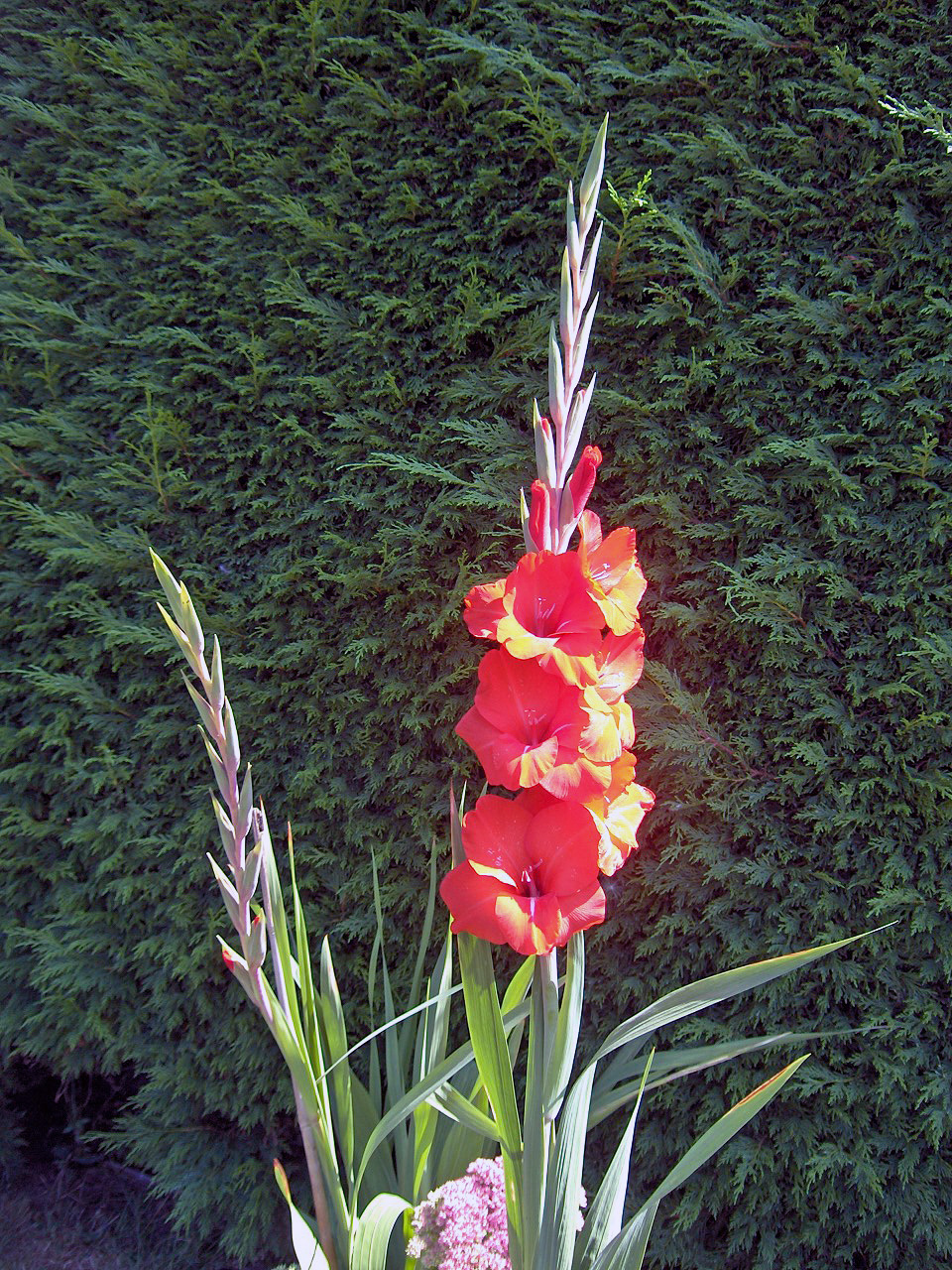
Gladíolo (cultivar)

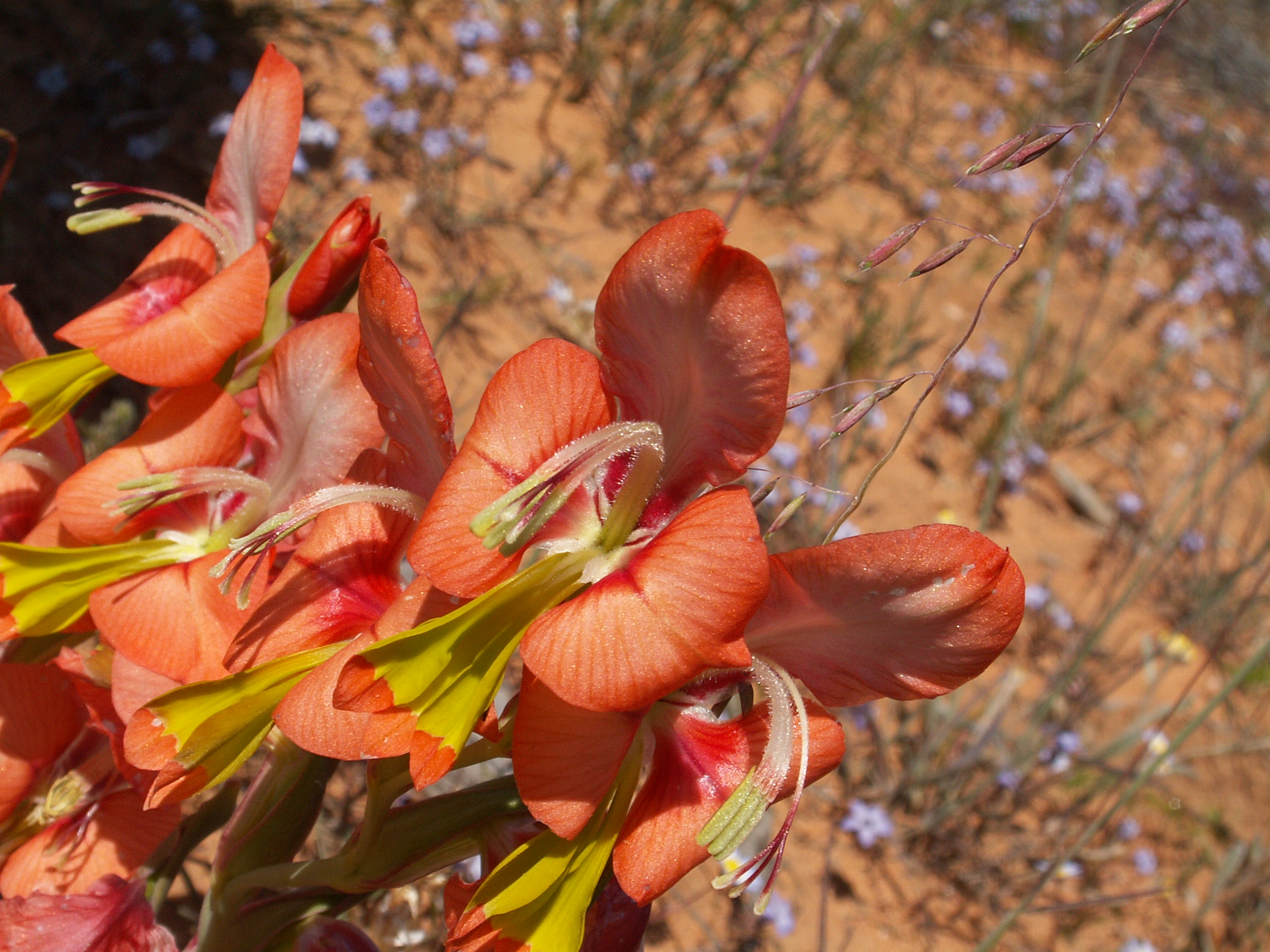
Gladiolus alatus, Clanwilliam, Africa do Sul

Gladíolo L. é o nome comum das plantas bulbosas floríferas do género Gladiolus (do latim, diminuitivo de gladius, espada) da família iridaceae.
O género Gladiolus contém cerca de 260 espécies, das quais 250 são nativas da África subsariana, principalmente da África do Sul. Cerca de 10 espécies são nativas da Eurásia. Existem 160 espécies de gladíolos endémicos do sul da África e 76 da África tropical. As espécies variam desde muito pequenas até às espectaculares espigas de flores gigantes disponíveis no comércio.
São largamente cultivadas no mundo inteiro, por causa dos seus cachos altamente decorativos e que têm grande valor comercial.

## Sinonímia
| - Acidanthera Hochst. - Anomalesia N. E. Br. - Dortania A. Chev. - Hebea (Pers.) R. Hedw. | - Homoglossum Salisb. - Kentrosiphon N. E. Br. - Oenostachys Bullock - Petamenes Salisb. ex J. W. Loudon |

## Espécies
- s
- Gladiolus acuminatus F. Bol.
- Gladiolus aequinoctialis Herb.
- Gladiolus alatus L.Gladiolus abbreviatus Andrew
- Gladiolus aleppicus Boiss. var. aleppicus
- Gladiolus anatolicus
- Gladiolus andringitrae Goldblatt
- Gladiolus angustus L.
- Gladiolus antandroyi Goldblatt
- Gladiolus antholyzoides Baker
- Gladiolus appendiculatus G. Lewis
- Gladiolus aquamontanus Goldblatt & Vlok
- Gladiolus arcuatus Klatt
- Gladiolus atropurpureus Baker
- Gladiolus atroviolaceus Boiss.
- Gladiolus aurantiacus Klatt
- Gladiolus aureus Baker
- Gladiolus bellus C. H. Wright
- Gladiolus benguellensis Baker
- Gladiolus bilineatus G. J. Lewis
- Gladiolus boehmii Vaupel (1882)
- Gladiolus bojeri (Baker) Goldblatt
- Gladiolus brachylimbus Baker (1893)
- Gladiolus brachyphyllus F. Bolus ou Bolus f.
- Gladiolus brevifolius Jacq.
- Gladiolus brevitubus G. Lewis
- Gladiolus buckerveldii (L. Bolus) Goldblatt
- Gladiolus bullatus Thunb. ex G. Lewis
- Gladiolus caeruleus Goldblatt & J.C. Manning
- Gladiolus calcaratus G. Lewis
- Gladiolus calcicola Goldblatt
- Gladiolus callianthus Mosais
- Gladiolus canaliculatus Goldblatt
- Gladiolus candidus (Rendle) Goldblatt
- Gladiolus cardinalis Curtis
- Gladiolus carinatus Aiton
- Gladiolus carmineus C. H. Wright
- Gladiolus carneus
- Gladiolus caryophyllaceus (Burm. f.) Poiret
- Gladiolus cataractarum Oberm.
- Gladiolus caucasicus Herb.
- Gladiolus ceresianus L. Bolus
- Gladiolus citrinus Klatt
- Gladiolus x colvillei
- Gladiolus communis L.
- Gladiolus conrathii Baker (1898)
- Gladiolus crassifolius Baker
- Gladiolus crispulatus L. Bolus
- Gladiolus cruentus T. Moore
- Gladiolus curtifolius Marais
- Gladiolus cuspidatus
- Gladiolus cylindraceus G. Lewis
- Gladiolus cymbarius Baker
- Gladiolus dalenii Van Geel
- Gladiolus debilis Ker Gawler
- Gladiolus decaryi Goldblatt
- Gladiolus decipiens Vaupel
- Gladiolus decoratus Baker
- Gladiolus densiflorus Baker
- Gladiolus deserticolus Goldblatt
- Gladiolus dolomiticus Oberm.
- Gladiolus dracocephalus Hook.f.
- Gladiolus dregei Klatt
- Gladiolus dubius
- Gladiolus dzavakheticus
- Gladiolus ecklonii Lehm.
- Gladiolus edulis Burchell ex Ker Gawler
- Gladiolus elliotii Baker
- Gladiolus emiliae L. Bolus
- Gladiolus engysiphon G. Lewis
- Gladiolus equitans Thunb.
- Gladiolus erectiflorus Baker
- Gladiolus exiguus G. Lewis
- Gladiolus flanaganii Baker
- Gladiolus floribundus Jacq.
- Gladiolus fourcadei (L. Bolus) Goldblatt & De Vos
- Gladiolus ×gandavensis  [= G. dalenii × G. oppositiflorus]
- Gladiolus garnierii Klatt
- Gladiolus geardii L. Bolus
- Gladiolus goetzii Harms
- Gladiolus gracilis Jacq.
- Gladiolus gracillimus Baker
- Gladiolus grandiflorus
- Gladiolus gregarius Welw. ex Baker
- Gladiolus griseus Goldblatt & J.C. Manning
- Gladiolus gueinzii Kunze
- Gladiolus guthriei F. Bol.
- Gladiolus halophilus
- Gladiolus harmsianus Vaupel
- Gladiolus heterolobus Vaupel
- Gladiolus hirsutus Jacq.
- Gladiolus hollandii L. Bolus
- Gladiolus horombensis Goldblatt
- Gladiolus huillensis (Welw. ex Baker) Goldblatt

| - Gladiolus hyalinus Jacq. - Gladiolus illyricus W.D.J.Koch - Gladiolus imbricatus - Gladiolus inandensis Baker - Gladiolus incospicuus Baker - Gladiolus inflatus Thunb. - Gladiolus inflexus Goldblatt & J.C. Manning - Gladiolus insolens Goldblatt & J.C. Manning - Gladiolus intonsus Goldblatt - Gladiolus invenustus G. J. Lewis - Gladiolus involutus - Gladiolus iroensis (A. Chev.) Marais - Gladiolus italicus P. Mill. - Gladiolus johnstoni Baker - Gladiolus jonquilliodorus Ecklon ex G. Lewis - Gladiolus junodi Baker - Gladiolus kamiesbergensis G. Lewis - Gladiolus karendensis Baker - Gladiolus katubensis De Wild. - Gladiolus klattianus Hutch. - Gladiolus kotschyanus Boiss. - Gladiolus kubangensis Harms - Gladiolus lapeirousioides Goldblatt - Gladiolus laxiflorus Baker - Gladiolus lemoinei - Gladiolus leptosiphon Bolus f. - Gladiolus liliaceus Houtt. - Gladiolus linearifolius Vaupel - Gladiolus linearis N.E.Br. - Gladiolus longanus Harms - Gladiolus longicollis Baker - Gladiolus loteniensis Hilliard & Burtt - Gladiolus louiseae L. Bolus - Gladiolus lundaensis Goldblatt - Gladiolus luteus Lam. - Gladiolus lyalinus - Gladiolus macneilii Oberm. - Gladiolus macowani Baker - Gladiolus macowanii Baker - Gladiolus macrospathus Goldblatt - Gladiolus maculatus Sweet - Gladiolus magnificus (Harms) Goldblatt - Gladiolus malangensis Baker (1879) - Gladiolus malvinus Goldblatt & J.C. Manning - Gladiolus marlothii G. Lewis - Gladiolus martleyi L. Bolus - Gladiolus meliusculus (G. Lewis) Goldblatt & J.C. Manning - Gladiolus melleri Baker - Gladiolus micranthus Baker (1901) - Gladiolus microcarpus G. Lewis - Gladiolus microsiphon Baker - Gladiolus milleri Ker Gawler - Gladiolus mirus Vaupel - Gladiolus monticola G. Lewis ex Goldblatt & J.C. Manning - Gladiolus mortonius - Gladiolus mostertiae L. Bolus - Gladiolus muenzneri F. Vaup - Gladiolus murielae - Gladiolus natalensis (Eckl.) Hook. - Gladiolus nerineoides G. Lewis - Gladiolus newii Baker - Gladiolus nigromontanus Goldblatt - Gladiolus niveus Goldblatt & J.C. Manning - Gladiolus nyasicus Goldblatt - Gladiolus oatesii Rolfe - Gladiolus ochroleucus Baker - Gladiolus odoratus L. Bolus - Gladiolus oliganthus Baker - Gladiolus oppositiflorus Herbert - Gladiolus orchidiflorus Andrews - Gladiolus oreocharis Schltr. - Gladiolus pallidus Baker - Gladiolus paludosus Baker - Gladiolus palustris - Gladiolus papilio Hook. f. - Gladiolus pappei Baker - Gladiolus pardalinus Goldblatt & J.C. Manning - Gladiolus parvulus Schltr. - Gladiolus patersoniae F. Bolus ou Bolus f. - Gladiolus pavonia Goldblatt & J.C. Manning - Gladiolus permeabilis Delaroche | - Gladiolus perrieri Goldblatt - Gladiolus persicus Boiss. - Gladiolus pillansii G. Lewis - Gladiolus pole-evansii Verd. - Gladiolus praecostatus - Gladiolus praelongitubus G. J. Lewis - Gladiolus pretoriensis Kuntze - Gladiolus priorii (N. E. Br.) Goldblatt & De Vos - Gladiolus prismatosiphon Schltr. - Gladiolus pritzelii Diels - Gladiolus psittacinus - Gladiolus psittacinus Hook. - Gladiolus puberulus Vaupel - Gladiolus pubigerus G. Lewis - Gladiolus pulchellus Klatt - Gladiolus pulcherrimus (G. Lewis) Goldblatt & J.C. Manning - Gladiolus punctulatus Schrank - Gladiolus pusillus - Gladiolus quadrangularis (Burm. f.) Ker Gawler - Gladiolus quadrangulus (Delaroche) Barnard - Gladiolus ramosus - Gladiolus recurvus - Gladiolus rehmannii Baker - Gladiolus remotifolius Baker - Gladiolus rigidifolius Baker - Gladiolus robertsoniae F. Bolus ou Bolus f. - Gladiolus rogersii Baker - Gladiolus roseovenosus Goldblatt & J.C. Manning - Gladiolus rubellus Goldblatt - Gladiolus rudis Lichtst. ex Roem. & Schult. - Gladiolus rupicola F. Vaupel - Gladiolus saccatus (Klatt) Goldblatt & M.P. de Vos - Gladiolus salteri G. Lewis - Gladiolus saundersii Hook. f. - Gladiolus schlechteri Baker - Gladiolus schweinfurthii Baker - Gladiolus scullyi Baker - Gladiolus serapiiflorus Goldblatt - Gladiolus serenjensis Goldblatt - Gladiolus sericeovillosus Hook. f. - Gladiolus serpenticola Goldblatt & J.C. Manning - Gladiolus somalensis - Gladiolus speciosus Thunb. - Gladiolus spectabilis Baker - Gladiolus splendens ((Sweet)) Herbert - Gladiolus stefaniae Oberm. - Gladiolus stellatus G. Lewis - Gladiolus subcaeruleus G. Lewis - Gladiolus sufflavus (G. Lewis) Goldblatt & J.C. Manning - Gladiolus sulcatus Goldblatt - Gladiolus taubertianus Schltr. - Gladiolus tenellus Ecklon - Gladiolus tenuis - Gladiolus teretifolius Goldblatt & De Vos - Gladiolus trichonemifolius - Gladiolus tristis - Gladiolus tritoniaeformis - Gladiolus tritoniiformis Kuntze - Gladiolus uitenhagensis Goldblatt & Vlok - Gladiolus undulatus L. - Gladiolus unguiculatus Baker - Gladiolus usambarensis Marais ex Goldblatt - Gladiolus uysiae L. Bolus ex G. Lewis - Gladiolus vaginatus F. Bolus ou Bolus f. - Gladiolus validissimus Vaupel - Gladiolus vandermerwei (L. Bolus) Goldblatt & De Vos - Gladiolus varius F. Bolus ou Bolus f. - Gladiolus velutinus De Wild. - Gladiolus venustus G. Lewis - Gladiolus vernus Oberm. - Gladiolus vinoso-maculatus Kies - Gladiolus violaceo-lineatus G. Lewis - Gladiolus virescens Thunb. - Gladiolus viridiflorus G. Lewis - Gladiolus viridis Aiton - Gladiolus watermeyeri - Gladiolus watsonioides Baker - Gladiolus watsonius Thunb. - Gladiolus woodii Baker - Gladiolus zimbabweensis Goldblatt |

- Lista completa

## Classificação de um Gladíolo
| Sistema | Classificação                     | Referência               |
| ------- | --------------------------------- | ------------------------ |
| Linné   | Classe Triandria, ordem Monogynia | Species plantarum (1753) |